# Acy-en-Multien
Acy-en-Multien ist eine Gemeinde im französischen Département Oise in der Hauts-de-France. Sie gehört dort zum Kanton Nanteuil-le-Haudouin (bis 2015 Kanton Betz) im Arrondissement Senlis. Die Bewohner nennen sich Acéens.

## Lage
Das Gemeindegebiet wird vom Bach Gergogne durchquert, der zur Ourcq entwässert. Die Gemeinde grenzt im Norden an Betz, im Nordosten an Étavigny, im Südosten an Rosoy-en-Multien, im Süden an Vincy-Manœuvre, im Südwesten an Réez-Fosse-Martin und im Nordwesten an Bouillancy.

## Bevölkerungsentwicklung
| Jahr      | 1962 | 1968 | 1975 | 1982 | 1990 | 1999 | 2008 | 2014 | 2021 |
| --------- | ---- | ---- | ---- | ---- | ---- | ---- | ---- | ---- | ---- |
| Einwohner | 444  | 473  | 503  | 734  | 766  | 752  | 756  | 830  | 867  |

## Sehenswürdigkeiten
- Flurkreuz
- Kirche St-Pierre-St-Paul, Monument historique
- Schloss
- Taubenturm

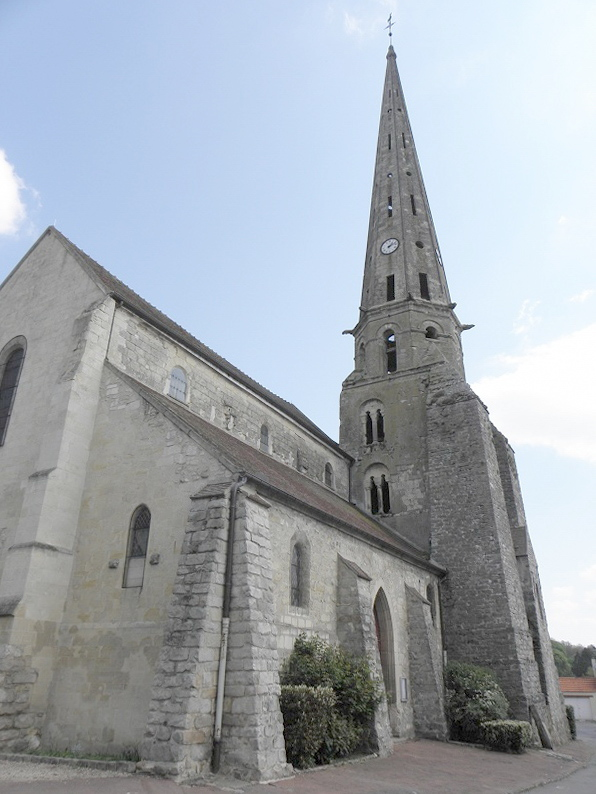
Kirche St-Pierre-St-Paul
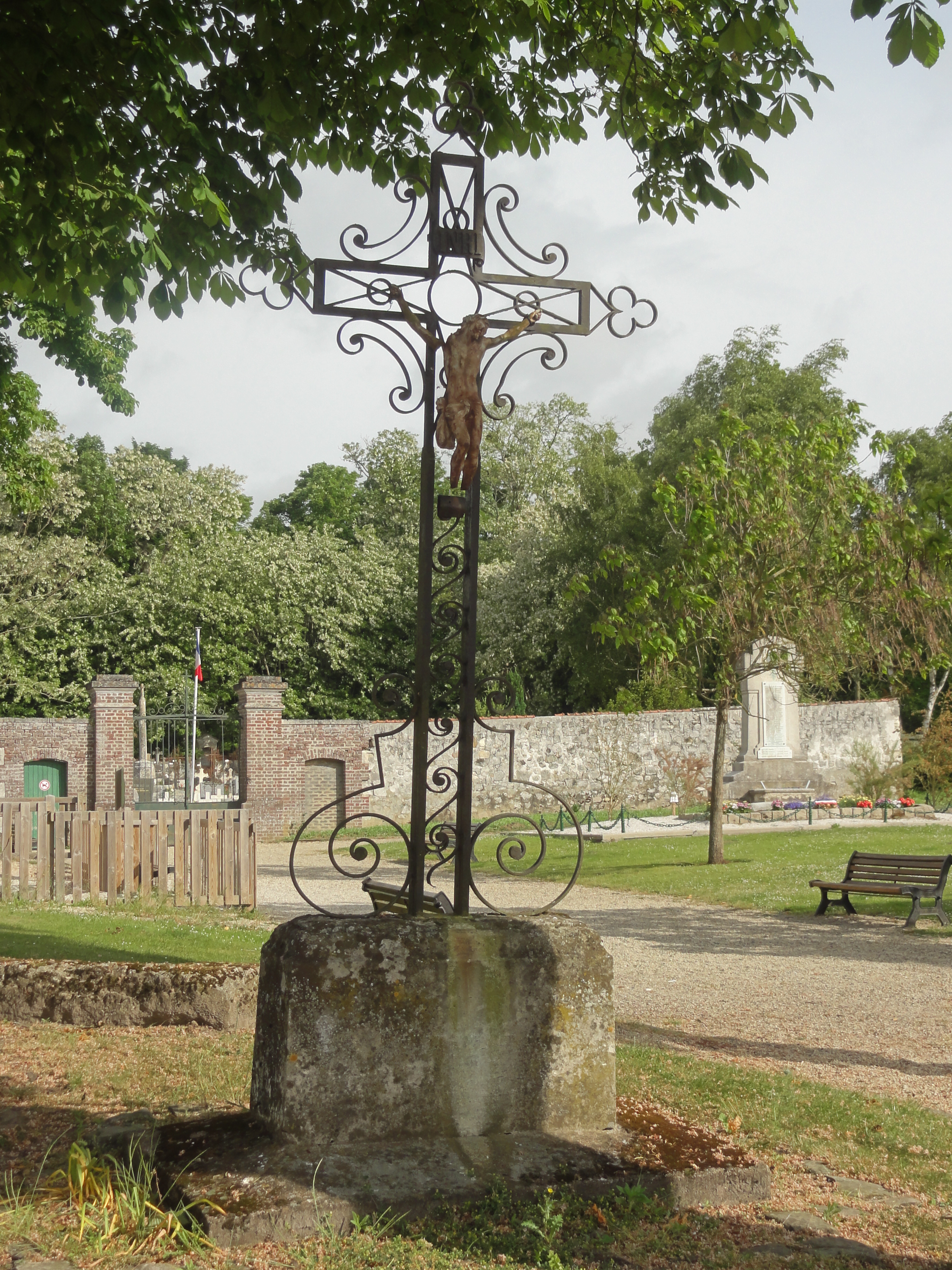
Flurkreuz im Norden des Dorfes
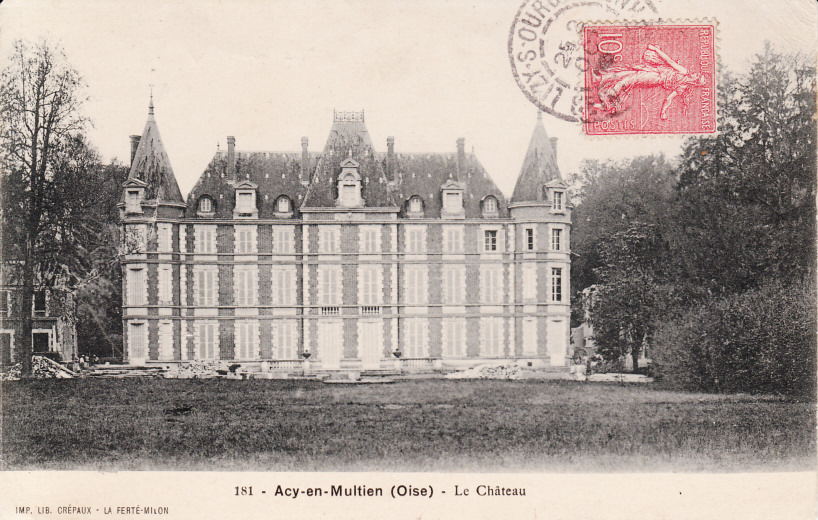
Schloss
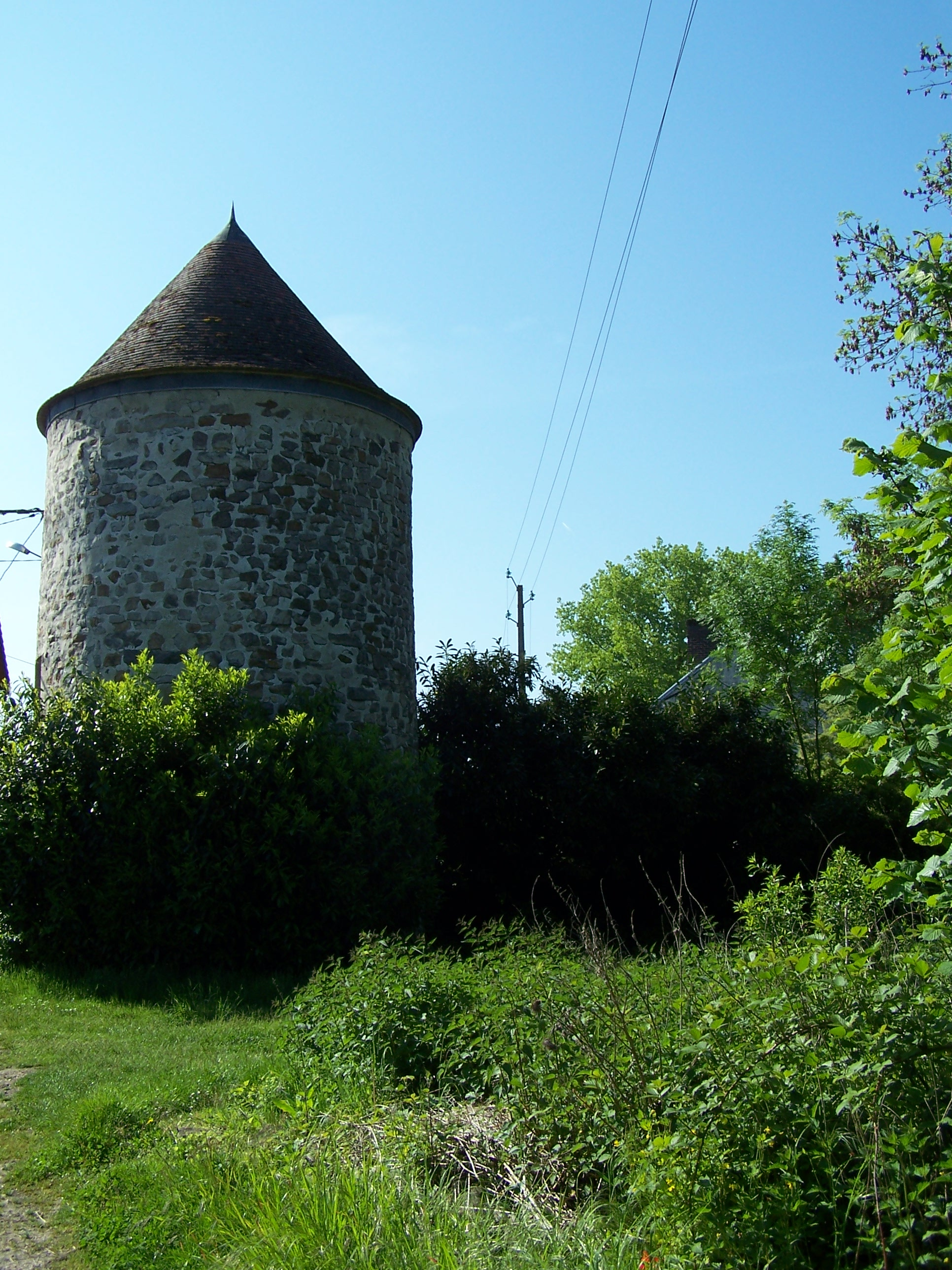
Taubenturm

## Persönlichkeiten
- Roger Vailland (1907–1965), Schriftsteller, Essayist und Journalist
- Claude Gensac (1927–2016), Schauspielerin und Komödiantin